# Антіох III Великий
Антіох III Великий (дав.-гр. Ἀντίoχoς Μέγας; 243/242 до н. е. — 187 до н. е.) — шостий царь держави Селевкідів. Син басилевса Селевка II. Його тридцятип'ятирічне правління (223/222 – 187 рр. до н.е.) було найдовшим в історії імперії. Антіох, чиє правління відносно добре відоме завдяки Полібію та Лівію, а також великій кількості написів, також був одним із найздібніших та найуспішніших правителів Селевкідів, відновивши значну частину території імперії Селевкідів, незважаючи на серйозну поразку від Риму в чотирирічній війні наприкінці свого життя. 
Антіох здійснював походи в таких віддалених один від одного районах, як Індія та материкова Греція. Він відновив гегемонію Селевкідів на Далекому Сході, переміг Птолемеїв та здійснив важливі, але короткочасні завоювання на заході. Однак військові тріумфи Антіоха мали незначне значення: більшість його територіальних завоювань було знову втрачено після його смерті в 187 р. до н.е. Імперія також втратила контроль над Малою Азією в результаті війни з Римом.
Носив титул дав.-гр. Βασιλεύς Μέγας, тобто «Басилевс Великий», або Megas (Великий), що стосувався його влади Великого Царя, особливо його практики встановлення васальних царів як засобу реорганізації імперії – практики, яка пізніше ляже в основу створення Римського Близького Сходу. Титул був адаптований на грецьку мову. Традиційний титул перських монархів — шахіншах. 

## Правління

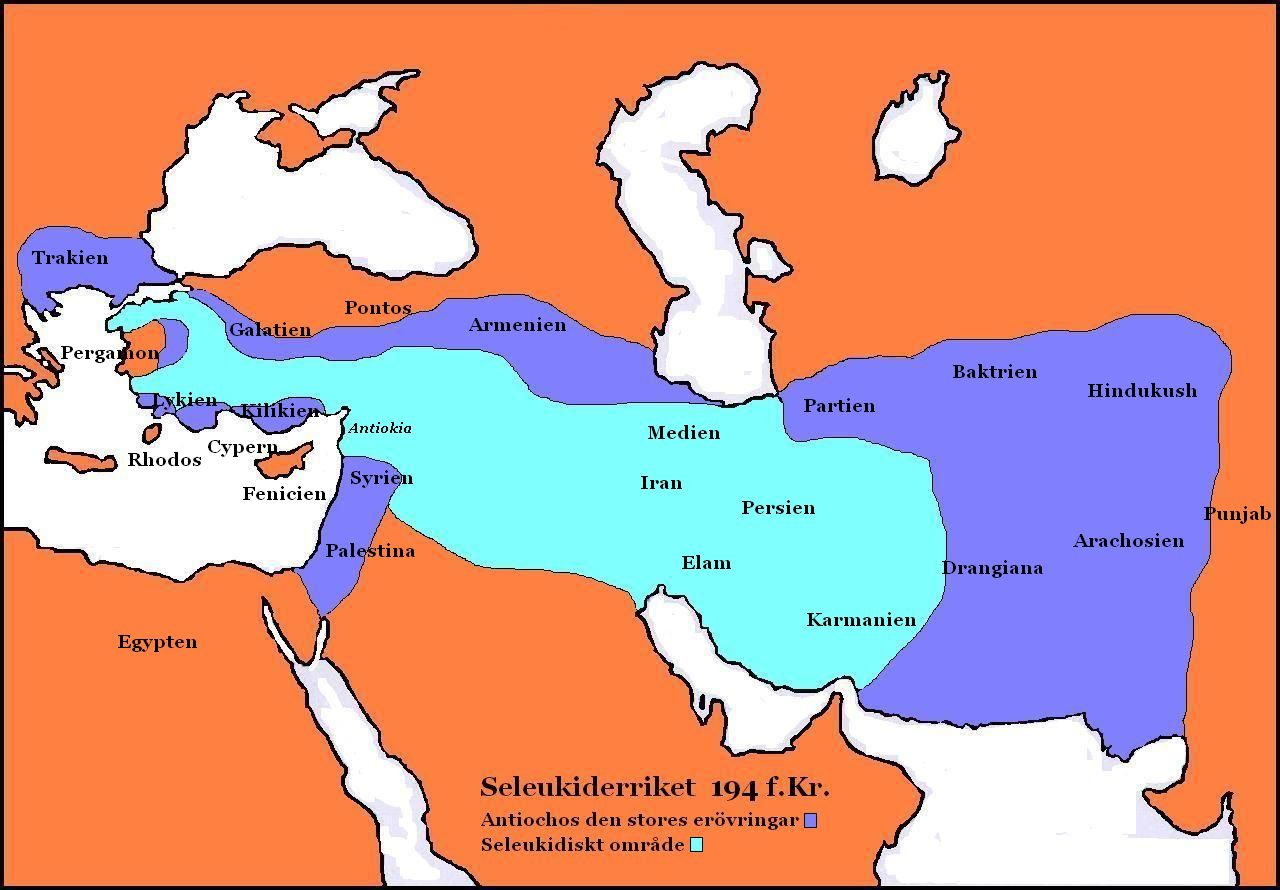
Кордони держави Антіоха ІІІ

Антіох став царем, коли його брата Селевка III Керавна було вбито в Малій Азії у 223 або 222 р. до н.е. Йому було дев'ятнадцять або двадцять років. Молодий цар спочатку перебував під впливом деяких могутніх придворних, зокрема Гермея та Епігена, двох колишніх філоїв (друзі царя) свого брата, які контролювали двір та армію. Третій імперський магнат, Ахей, контролював Малу Азію з часів Селевкідів. Четвертий, сатрап Мідії Молон, повстав за допомогою кількох інших намісників Верхніх сатрапій. Поки цар і основна армія перебували в Сирії, готуючи кампанію проти Птолемеїв, Молон вторгся до Вавилонії та спробував заснувати власну імперію, захопивши Діадеми приблизно у 222/221 р. до н.е. На третій рік повстання Антіох особисто протистояв йому та переміг його. Перемога над Молоном дала Антіохові престиж і підтримку, необхідні йому для усунення філоїв свого брата з двору та заміни їх власними друзями, вміло налаштовуючи ворогуючі угруповання одна проти одної.
Антіох успадкував імперію, яка була потенційно сильною, але в останні десятиліття страждала від відцентрових сил, особливо в Малій Азії, Ірані та Бактрії. Він також успадкував жорстоке суперництво з родиною Птолемеїв, чия морська гегемонія охоплювала багато портів уздовж узбережжя Леванту та Анатолії; до них з 245 р. до н.е. входила також Селевкія Пієрія, царське місто Селевкідів, де був похований обожнений засновник династії Селевк I Нікатор. Антіох проявив себе як вправний дипломат і полководець. Близько 222 р. до н.е. він одружився зі своєю двоюрідною сестрою Лаодікою ІІІ, батьками якої були Мітрідат II Понтійський та дочка Антіоха II Теоса. У Антіоха та Лаодіки було щонайменше троє синів і чотири дочки (останніх видали заміж за васальних царів у рамках нової імперської політики Антіоха). Цариця Лаодіка стала одним із найдовіреніших соратників Антіоха, виконуючи обов'язки віце-правителя в Сирії та Вавилонії, поки цар перебував на сході у війнах 212–205 рр. до н.е., підкорюючи парфян і Бактрію. Близько 200 р. до н.е. Антіох запровадив культ себе та своєї дружини, перший централізовано встановлений імператорський культ царства Селевкідів. З інших його улюбленців Зевксій, намісник Малої Азії, виділяється завдяки своїм давнім, вірним та відносно добре задокументованим зв'язкам з царем.
З 219 по 217 р. до н.е. Антіох воював з Птолемеями в Леванті. Цей конфлікт відомий як Четверта сирійська війна. Хоча Селевкіди загалом досягли успіху – повернувши Селевкію в перший рік війни та завоювавши більшу частину Фінікії та Палестини – вони зрештою програли війну, зазнавши великої поразки в битві при Рафії поблизу Гази. Між Антіохом та царем Птолемеєм IV Філопатором було укладено мирний договір. Після цього Антіох повстав проти свого дядька Ахея, який здобув автономію в Малій Азії. Це тривало до 213 р. до н.е., поки Ахея не було захоплено та страчено. Наступного року, використовуючи поєднання дипломатії та жорстокої сили, вірменські царства були включені до складу імперії.
У наступній кампанії розпочався знаменитий анабазис Антіоха в Ірані та Центральній Азії у 211 – 205 рр. до н.е. Під час цієї тривалої кампанії, яка не була спробою наслідувати Александра Македонського, а радше своєрідним ритуальним просуванням по краях імперії, спрямованим на відновлення сюзеренітету Селевкідів, Антіох переміг парфянського правителя Аршака II у кавалерійській битві та обложив бунтівного сатрапа Бактрії та Согдії, а Євтидема I, в його столиці Бактрі. Обох царів було знову призначено Антіохом на посаду Великого царя, а їхні королівства були інтегровані в імперські рамки як васальні держави. Потім Антіох залишив свій слід в Індії, збираючи данину (включаючи слонів) з місцевих правителів. Після цих успіхів Антіох почав зміцнювати контроль Селевкідів у регіонах Червоного моря та Геллеспонту.
У 204 р. до н.е. Птолемей IV Філопатор помер. Антіох, більше не зв'язаний клятвою, яку він дав за мирним договором 217 р. до н.е., а тому оголосив війну його наступнику Птолемею V Епіфану. У подальшій П'ятій сирійській війні у 202 – 195 рр. до н.е. війська Селевкідів досягли успіху. Після перемоги в битві при Паніоні у 200 р. до н.е. вони змогли оволодіти Койле Сирією та Палестиною. У 198 р. до н.е. ввійшов в Єрусалим. Захоплення Гази дозволило Селевкідам виступити проти присутності Птолемеїв в інших частинах Середземномор'я. Швидко просуваючись узбережжям, Антіох відновив панування Селевкідів у Малій Азії, фактично поклавши край морській імперії Птолемеїв у Середземномор'ї. У 195 р. до н.е. воєнні дії припинилися. Антіох продовжив зміцнювати владу Селевкідів в Егейському морі, проживаючи в Ефесі та відбудовуючи Лісимахію у Фракії як нову регіональну столицю та базу для майбутніх завоювань. Однак міста Лампсак, Смірна та Родос, а також Евмен II Пергамський звернулися до Риму за допомогою. Це призвело до серії переговорів між Селевкідами та Римською республікою, які були описані як «холодна війна».
У 192 р. до н.е. Етолійський союз, у свою чергу, звернулася до Антіоха за допомогою проти римської присутності в материковій Греції. Антіох висадився в Греції з невеликими силами, сподіваючись заручитися підтримкою грецьких держав. Це призвело до відкритої війни з Римом у 192 – 188 рр. до н.е. Після поразки від римлян у битві при Фермопілах у 191 р. до н.е. Антіох повернувся до Малої Азії. Війська Селевкідів напали на Пергам, а у східній частині Егейського моря точилася морська війна, в якій провідну роль відіграв улюбленець Антіоха Ганнібал. У 189 р. до н.е. римська та пергамська армії здобули перемогу у вирішальній битві при Магнезії в Лідії. Римська війна Селевкідів завершилася наступного року Апамейським договором. Антіох був змушений поступитися своїми володіннями в Малій Азії союзникам Риму Пергаму та Родосу, та виплатити контрибуцію Риму, його середземноморському флоту було відмовлено в доступі до Егейського моря, і він був змушений відправити свого сина Антіоха IV Епіфана як заручника до Італії. Втрата Малої Азії не спричинила занепаду династії, як вважали історики в минулому. Однак це виявилося серйозним ударом по владі та престижу Селевкідів, оскільки це завадило їм замінити державу Птолемеїв як головну морську державу у східних Середземноморських морях, залишивши Рим єдиною середземноморською наддержавою.
Антіох був убитий у 187 р. до н.е., намагаючись конфіскувати скарбницю святилища Баала в Еламі (в Сузах). Його наступником став син Селевк IV Філопатор.